# Теньер, Люсьен
Люсье́н Тенье́р (фр. Lucien Tesnière; 13 мая 1893, Мон-Сен-Эньян, департамент Приморская Сена, Нормандия — 6 декабря 1954, Монпелье) — французский лингвист, специалист по славянским языкам и общему синтаксису, один из выдающихся лингвистов XX века. Труды по русскому языку и литературе, словенскому языку, славистике, романским и германским языкам, диалектологии, общему синтаксису и др. проблемам; интересовался также музыкой и шахматами.

## Биография
Родился в семье нотариуса; изучал право, затем поступил в Сорбонну (1912), учился у Мейе и Вандриеса; специализировался по славистике в Лейпциге, Берлине и Вене (1913—1914). Во время войны был мобилизован, попал в плен. После войны возобновил занятия в Сорбонне немецким и русским языком. В 1921—1924 годах преподаёт французский в Любляне, где изучает словенский и занимается словенской диалектологией. С 1924 года преподаёт славянские языки и литературу в университете Страсбурга, с 1937 года — в университете Монпелье, где заведует кафедрой общего языкознания.

## Вклад в науку
Теньер, мало оцененный при жизни, в настоящее время считается одним из наиболее значительных лингвистов XX века; во всех областях он проявил себя как яркий новатор, не скованный традицией и демонстрировавший нестандартный подход к объекту своих исследований.

### Ранние работы
Научные интересы Теньера были необычайно разнообразными; помимо ранних работ по словенской диалектологии в его наследии выделяется «Малая русская грамматика» (фр. Petite grammaire russe, 1934), появление которой было продиктовано нуждами практического преподавания. Вместе с тем, это одно из лучших грамматических описаний русского языка, в котором были впервые использованы многие приёмы, ставшие впоследствии общепринятыми — в частности, компактные схемы описания русского ударения («акцентные парадигмы»), в окончательном виде сложившиеся в работах А. А. Зализняка. Новаторским является и синтаксический раздел этой грамматики. Теньер также автор одного из первых ассоциативных и одного из первых частотных словарей русского языка.

### Теория «структурного синтаксиса»
С середины 1930-х годов Теньер начинает интенсивно заниматься проблемами общего синтаксиса и публикует на эту тему ряд небольших статей и брошюру «Очерк структурного синтаксиса» (1953). Главный теоретический труд Теньера — монументальная книга «Основы структурного синтаксиса» (фр. Eléments de syntaxe structurale) была с большими трудностями опубликована только посмертно (1959) и не нашла понимания у современников. В этих работах Теньером были намечены контуры одной из двух наиболее значительных синтаксических теорий XX века — так наз. вербоцентричного синтаксиса зависимостей, основанного на бинарных направленных отношениях между элементами предложения и с предикатом в качестве единственной вершины графической «стеммы» (или «дерева зависимостей», в более современной терминологии). Синтаксис зависимостей в настоящее время является основной и наиболее жизнеспособной альтернативой синтаксису составляющих, представленному в англоязычной традиции и лежащему, в частности, в основе генеративной грамматики.
Второй фундаментальной идеей Теньера было противопоставление так наз. актантов и сирконстантов как, с одной стороны, участников «маленькой драмы предложения» и, с другой стороны, обстоятельств, в которых эта драма развёртывается. Это противопоставление в том или ином виде принято практически во всех современных синтаксических теориях (хотя содержание его часто оказывается уже довольно далёким от первоначальных представлений Теньера).
Синтаксическая теория Теньера имеет и много других оригинальных черт: это, в частности, деление на статический и динамический синтаксис, введённые Теньером понятия валентности и диатезы глагола, юнкции (сочинительной связи) и трансляции (перехода слов из одной части речи в другую), понятие грамматической правильности (впоследствии сыгравшее фундаментальную роль в концепции Хомского), и т. д. Все эти понятия оказались необычайно плодотворны в истории дальнейших синтаксических исследований, хотя приоритет Теньера, почти забытого в 1950—1960 годах, не всегда был должным образом оценен и отмечен.
Наибольшее число последователей Теньера было в этот период в Германии и в России. На немецкий язык его итоговая книга была переведена в 1980 году, на русский (с небольшими сокращениями) — в 1988 году. Синтаксические теории, развивавшиеся в России, как правило, тяготели именно к синтаксису зависимостей, и идеи Теньера оказали большое влияние на синтаксическую теорию модели «Смысл <-> Текст», «валентно-юнктивно-эмфазную грамматику» Ю. С. Мартемьянова и целый ряд других концепций.